# 莫罗内-德尔桑尼奥
莫罗内-德尔桑尼奥（義大利語：Morrone del Sannio），是意大利坎波巴索省的一个市镇。总面积45平方公里，人口676人，人口密度15.0人/平方公里（2009年）。ISTAT代码为070048。